# Mira Zimińska-Sygietyńska

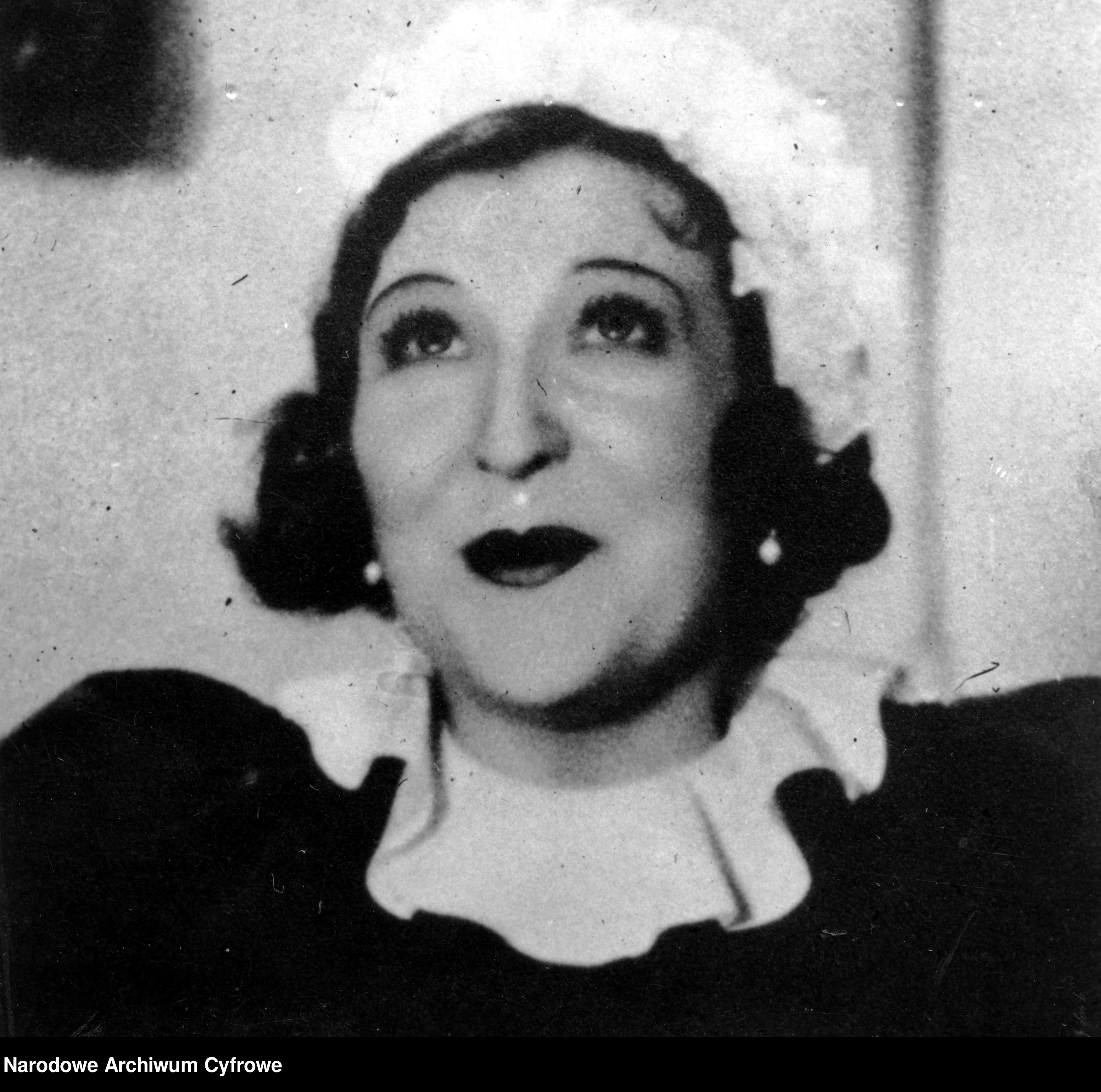
Mira Zimińska w scenie z filmu Manewry miłosne (1935)

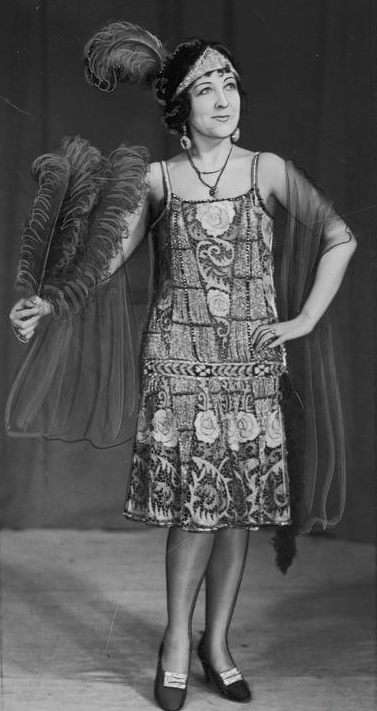
„Mira i satyra” (Warszawa, listopad 1936)

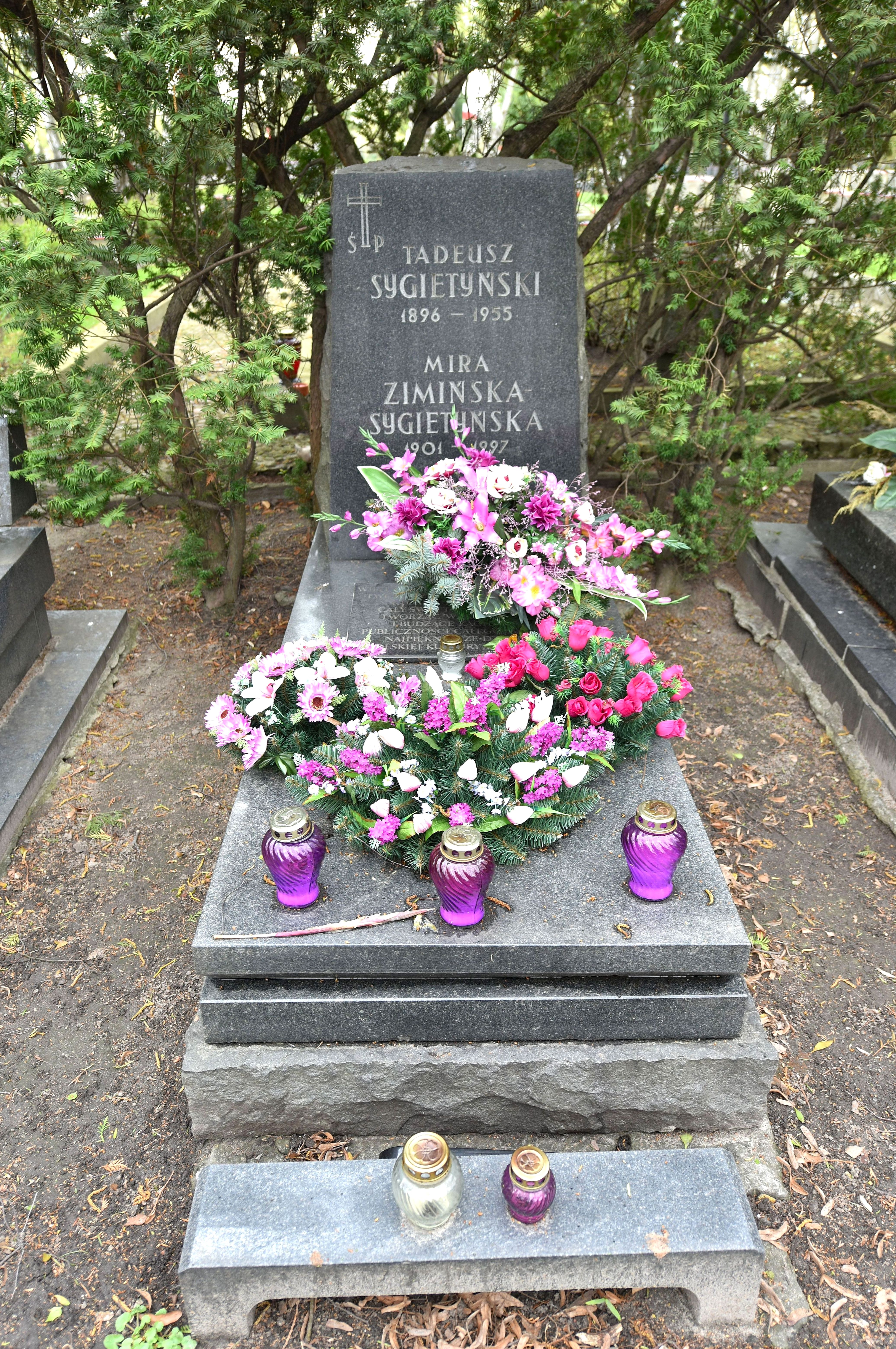
Grób Miry Zimińskiej-Sygietyńskiej na cmentarzu Wojskowym na Powązkach w Warszawie

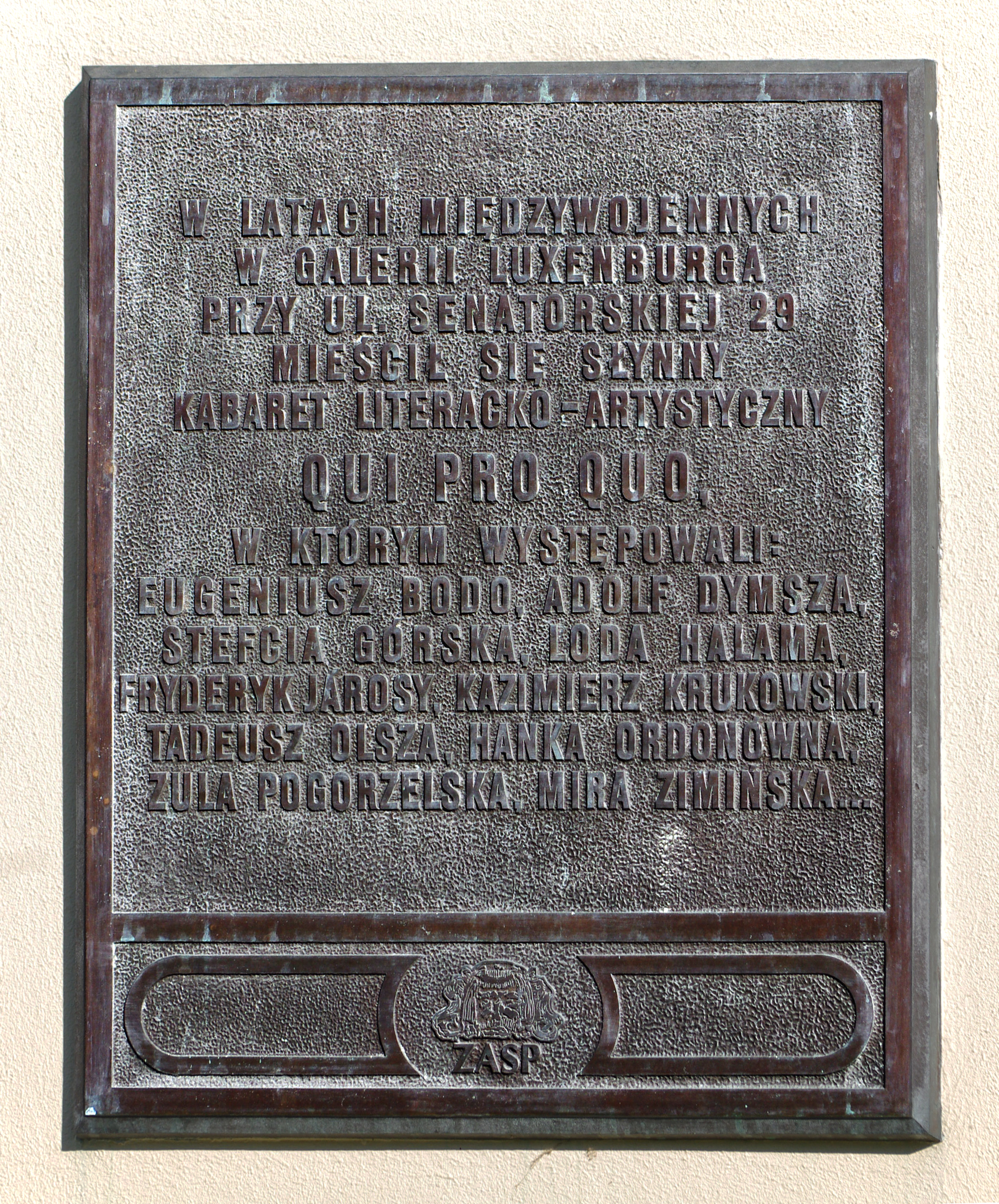
Tablica upamiętniająca teatrzyk Qui Pro Quo i jego artystów na Senatorskiej 29/31 w Warszawie

Mira Zimińska-Sygietyńska, właśc. Marianna Magdalena Zimińska-Sygietyńska, de domo Burzyńska (ur. 22 lutego 1901 w Płocku, zm. 26 stycznia 1997 w Warszawie) – polska aktorka, reżyserka i pedagog, współzałożycielka i w latach 1957–1997 dyrektorka Państwowego Zespołu Pieśni i Tańca „Mazowsze”. Dama Orderu Orła Białego.

## Życiorys
Urodziła się w Płocku jako córka Jakuba Burzyńskiego. Nieoficjalnie aktorka podawała rok 1895 jako datę swoich urodzin. Od dziecka była związana z teatrem. Jej rodzice pracowali w płockim teatrze. Matka była bileterką i bufetową, a ojciec dekoratorem i maszynistą. W teatrze zadebiutowała w wieku siedmiu lat jako Dziecko w Ich czworo Gabrieli Zapolskiej. Udany występ sprawił, że powierzano jej także inne role. 

### Dwudziestolecie międzywojenne
Podczas występów w Teatrze Polskim w Radomiu zauważył ją i zaangażował jeden z właścicieli warszawskiego teatrzyku Qui Pro Quo – jednego z najpopularniejszych polskich kabaretów dwudziestolecia międzywojennego. W 1919 przeniosła się do Warszawy. W latach 1918–1939 występowała jako aktorka i śpiewaczka m.in. w „Qui Pro Quo”, „Morskim Oku”, „Bandzie”, „Cyruliku Warszawskim”, „Ali Babie”, Teatrze Kameralnym. Zdarzało się, że występowała również w roli konferansjera, tak jak to było podczas występu w Hallo! Ciotka!, kiedy to jej wdzięk w połączeniu z werwą i ciętym dowcipem podbił publiczność. Zimińska stała się ulubienicą inteligentów. Była jedną z pierwszych polskich automobilistek. Jeździła luksusowymi mercedesami oraz słynnym wtedy w Warszawie czerwonym kabrioletem marki Bugatti.
W 1929 zadebiutowała jako aktorka teatralna, występując w Teatrze Polskim w Artystach. Swoimi rolami dramatycznymi szybko zdobyła uznanie zarówno krytyki jak i publiczności. W latach 1928–38 i 1946–48 była aktorką dramatyczną i komediową w warszawskich teatrach: Polskim, Ateneum, Kameralnym. 
W 1934 redagowała kolumnę satyryczną „Duby smalone” w „Kurierze Porannym” oraz wraz ze Stefanem Jaraczem i Karolem Bendą prowadziła Teatr Aktora.
Z powodzeniem występowała również w filmach. Zadebiutowała jeszcze w epoce kina niemego. Występowała głównie w rolach komediowych, np. Ada to nie wypada, Papa się żeni, Manewry miłosne.
Nagrywała także płyty dla Syreny Rekord, Columbii oraz Polskich Nagrań. W 1938 występowała z programem estradowym z Eugeniuszem Bodo.

### II wojna światowa
Podczas okupacji niemieckiej należała do Armii Krajowej. Pisała także antyhitlerowskie piosenki dla warszawskich gazeciarzy. W 1942 roku została aresztowana i uwięziona na Pawiaku. Po jej uwolnieniu (dzięki staraniom męża oraz Adolfa Dymszy), występowała w tak zwanych jawnych teatrach np. w „Złotym Ulu” mieszczącym się przy Nowym Świecie 19. 
W czasie powstania warszawskiego była pielęgniarką w szpitalu i występowała w Teatrze Frontowym AK. Po upadku powstania była w obozie w Pruszkowie, skąd wraz z Sygietyńskim trafiła do Tarczyna. W Warszawie zjawili się oboje tuż po zajęciu miasta przez wojska sowieckie i polskie.

### Po wojnie
W 1947 roku została pozytywnie zweryfikowana przez Komisję ZASP, jednak rola w spektaklu Żołnierz królowej Madagaskaru (pomimo odniesionego wielkiego sukcesu) była pożegnaniem Zimińskiej ze sceną, z której odeszła u szczytu sławy.
W 1948 roku wraz z Tadeuszem Sygietyńskim założyła Państwowy Zespół Ludowy Pieśni i Tańca „Mazowsze”. W 1955 roku, po śmierci Sygietyńskiego, Zimińska została kierownikiem artystycznym zespołu, natomiast od roku 1957 była jego dyrektorem.
Była założycielką i pomysłodawczynią Dziecięcego Zespołu Pieśni i Tańca „Varsovia” z siedzibą w Warszawie (nazywanego „Małym Mazowszem”). Zespół istnieje od roku 1978 do dzisiaj.
Była członkiem zasłużonym ZASP.

### Życie prywatne
W wieku 16 lat wyszła za mąż za Jana Grzegorza Zimińskiego, nauczyciela śpiewu, prowadzącego orkiestrę płockiego teatru. Małżeństwo rozpadło się w 1920 roku (oficjalny rozwód wzięli dopiero w 1953 roku). Drugim mężem Miry Zimińskiej był Tadeusz Sygietyński, z którym wzięła ślub 5 stycznia 1954 roku. 
Jednym z jej wielbicieli był Tadeusz Boy-Żeleński, przyjaźniła się z Jerzym Stempowskim i skamandrytami. Witkacemu pozowała do aktu. 
Autorka wspomnień Nie żyłam samotnie, Warszawa, Wydawnictwa Artystyczne i Filmowe, 1985, ISBN 83-221-0340-9 oraz Druga miłość mego życia, Warszawa, Wydawnictwa Artystyczne i Filmowe, 1990 ISBN 83-221-0563-0.
Została pochowana wraz z mężem w Alei Zasłużonych cmentarza Wojskowego na Powązkach (kwatera A24-tuje-11).

## Spektakle teatralne (wybór)
- 1908 – Ich czworo
- 1920 – Cyrkówka, „Qui Pro Quo”
- 1921 – Hania chce tańczyć, „Wodewil”
- 1922 – Uj, choroba, „Wodewil”
- 1922 – Wszystko się kręci, „Roccoco”
- 1924 – Ghetto, „Qui Pro Quo”
- 1924 – Serwus, Jarosy, „Qui Pro Quo”
- 1925 – Hallo! Ciotka!, „Qui Pro Quo”
- 1925 – A tymczasem pod łóżkiem, „Qui Pro Quo”
- 1927 – Sałatka majowa, „Qui Pro Quo”
- 1928 – Popatrz, popatrz, „Qui Pro Quo”
- 1928 – Jubileusz Qui Pro Quo, „Qui Pro Quo”
- 1929 – Artyści, Teatr Polski
- 1931 – Pierwsza pani Frazer, Teatr Mały
- 1931 – W murowanej piwnicy, „Qui Pro Quo”
- 1932 – Panna Maliczewska, Teatr Ateneum
- 1932 – Serce na oścież (z gęby na klucz), „Banda”
- 1932 – Przebój Warszawy, „Morskie Oko”
- 1933 – Moja siostra i ja, „Banda”
- 1933 – Ram-pam-pam, „Cyganeria”
- 1934 – W małym domku, Teatr Kameralny
- 1934 – Moralność pani Dulskiej, Teatr Aktora
- 1934 – Madame Sans-Gêne, Teatr Aktora
- 1935 – Na jeża, „Cyrulik Warszawski”
- 1936 – Mycie głowy, „Cyrulik Warszawski”
- 1936 – Mira i satyra, Teatr 13 rzędów
- 1937 – Wiosenna parada gwiazd, „Wielka Rewia”
- 1937 – Cabaretissimo, „Cyrulik”
- 1937 – Na pięterku, kawiarnia „Mała Ziemiańska”
- 1937 – Naprzód marsz, „Wielka Rewia”
- 1938 – Dama od Maxima, Teatr Letni
- 1939 – Sezonie otwórz się, „Ali Baba”
- 1947 – Żołnierz królowej Madagaskaru, Teatr Muzyczny Domu Wojska Polskiego

## Filmografia
- 1922 – Wszystko się kręci
- 1924 – O czym się nie mówi
- 1925 – Iwonka – Bronka
- 1926 – O czym się nie myśli – pianistka Wanda
- 1930 – Na Sybir – rewolucjonistka Janka Mirska
- 1933 – Każdemu wolno kochać – Lodzia, służąca u Sagankiewiczów
- 1935 – Manewry miłosne – Lucynka, pokojówka baronowej Kolmar
- 1936 – Papa się żeni – Mira Stella
- 1936 – Ada! To nie wypada! – primadonna Ira Roletti

## Ordery i odznaczenia
- Order Orła Białego (21 lutego 1996)[8]
- Krzyż Wielki Orderu Odrodzenia Polski (17 lutego 1994)[9]
- Order Sztandaru Pracy I klasy[10] (1964)[11]
- Krzyż Komandorski z Gwiazdą Orderu Odrodzenia Polski[10]
- Krzyż Oficerski Orderu Odrodzenia Polski (16 lipca 1955)[12]
- Warszawski Krzyż Powstańczy (1988)
- Krzyż Armii Krajowej[10]
- Medal 30-lecia Polski Ludowej[10]
- Medal 40-lecia Polski Ludowej (1984)
- Medal 10-lecia Polski Ludowej (19 stycznia 1955)[13]
- Medal Komisji Edukacji Narodowej[10]
- Odznaka tytułu honorowego „Zasłużony Nauczyciel PRL”[10]
- Odznaka tytułu honorowego „Zasłużony dla Kultury Narodowej”[10] (1986)
- Odznaka „Zasłużony Działacz Kultury”[10]
- Złota odznaka honorowa „Za Zasługi dla Warszawy” (1967)[14]
- Honorowa Odznaka Miasta Łodzi (1976)[15]
- Medal ZAiKS-u (1988)[16]
- Odznaka Honorowa ZAiKS-u (1988, 1997)[16]
- Krzyż Komandorski Orderu Leopolda II (Belgia)[10]

## Nagrody
- Nagroda Państwowa I stopnia (dwukrotnie: 1951 i 1986)[10]
- Nagroda Miasta Stołecznego Warszawy (1996)[17]
- Nagroda Trybuny Ludu (1982)[18]

## Upamiętnienie
- Postać Miry Zimińskiej-Sygietyńskiej uwieczniono w dokumentalnych filmach: Mira, w reż. L. Smolińskiej i M. Sroki (1980) oraz Mira Zimińska /z cyklu „Gwiazdy z tamtych lat”/, w reż. J. Horodniczego i K. Wojciechowskiego (1996)[19].
- Mira Zimińska-Sygietyńska jest patronką Szkoły Podstawowej nr 3 w Pruszkowie[2] oraz Szkoły Podstawowej nr 12 w Płocku[20].
- 8 czerwca 2014 r. odsłonięto pomnik Miry Zimińskiej-Sygietyńskiej w rodzinnym Płocku przy Muzeum Mazowieckim[21].
- W 2018 jej imieniem nazwano skwer u zbiegu ul. Jana Pawła Woronicza i al. Niepodległości w Warszawie[22].
- Jedna z ulic w Pruszkowie nosi imię Miry Zimińskiej-Sygietyńskiej.